# Kennedy (Minnesota)
Kennedy es una ciudad ubicada en el condado de Kittson en el estado estadounidense de Minnesota. En el Censo de 2010 tenía una población de 193 habitantes y una densidad poblacional de 177,42 personas por km².

## Geografía
Kennedy se encuentra ubicada en las coordenadas 14°7′28″N 96°44′16″O / 14.12444, -96.73778. Según la Oficina del Censo de los Estados Unidos, Kennedy tiene una superficie total de 1.09 km², de la cual 1.09 km² corresponden a tierra firme y (0%) 0 km² es agua.

## Demografía
Según el censo de 2010, había 193 personas residiendo en Kennedy. La densidad de población era de 177,42 hab./km². De los 193 habitantes, Kennedy estaba compuesto por el 98.45% blancos, el 0% eran afroamericanos, el 0% eran amerindios, el 1.04% eran asiáticos, el 0% eran isleños del Pacífico, el 0% eran de otras razas y el 0.52% pertenecían a dos o más razas. Del total de la población el 4.15% eran hispanos o latinos de cualquier raza.